# Dècada del 1470

## Esdeveniments
- Comença la caça de bruixes a Suïssa, amb més de 8.000 dones cremades en tres segles
- Grans exploracions de Portugal a l'Àfrica
- Guerra de les Dues Roses a Anglaterra
- La Corona d'Aragó recupera el Rosselló
- Impressió del primer llibre a València per Vincent Lampart titulat Les obres o trobes dauall scrites les quals tracten de lahors de la sacratíssima Verge Maria.
- L'exèrcit de Castella arriba als 150.000 homes, es prepara la unió entre regnes que donarà lloc a Espanya

## Personatges destacats
- Copèrnic